# Gísla saga
Die Gísla saga Súrssonar (altisländisch für Saga von Gísli, Súrs Sohn, kurz Gísla saga) ist eine Isländersaga und gehört zu den Höhepunkten mittelalterlicher Erzählkunst. Erzähltechnisch ist der Plot der Saga, dessen Phasen kohärent und inhaltlich ausgewogen aufeinander bezogen sind, äußerst sparsam ausgeführt. Die Gísla saga zählt zu den tragischen Werken der altnordischen Literatur, deren Dramatik in einem anscheinend unentrinnbaren Schicksal der Protagonisten liegt.
Die Gísla saga erzählt die Geschichte der Geschwister Gísli, Þorkell und Þórdís, die mit ihren Eltern aus Westnorwegen nach Island auswandern müssen, dort heiraten und in einen zerstörerischen Konflikt geraten, in dem die meisten der Verwandten den Tod finden. Die Saga mit ihren absichtlich aufdringlich konstruierten Kunstgriffen fatalistischer Tönung in Plot und Charakteristik ihrer Protagonisten verbreitet eine eigentümliche Stimmung, eine Mischung aus Pathos und Schwermut.

## Entstehung und Verfasser
Die Gísla saga Súrssonar ist das Werk eines begabten Künstlers. Die zurückhaltend christliche Wertung muss nicht bedeuten, dass er ein Geistlicher gewesen ist. In der Mitte des 13. Jahrhunderts kann man dies auch von einem gebildeten Laien erwarten, besonders wenn man bedenkt, dass gerade die Gísla saga, und erst recht in ihrer früheren Fassung aus dem 12. Jahrhundert, heroisch-vorchristliche Tugenden als vorbildliches Handeln thematisiert.
Die Gísla saga liegt in mehreren Handschriften vor, die zu zwei verschiedenen Versionen gehören:
- der älteste Text, eine Handschrift aus dem 15. Jahrhundert (AM 445c 40) und
- ein jüngerer Text (Y=NKS 1181 fol.), der besonders dadurch auffällt, dass er den in Norwegen spielenden Prolog viel ausführlicher darstellt.

Die erhaltene Version der Gísla saga ist eine Redaktion aus dem 13. Jahrhundert. Bekannt war die Erzählung des Geächteten Gísli aber schon im 12. Jahrhundert. Dies bezeugt die Ævi Snorra goði von Ari Þorgilsson vom Beginn des 12. Jahrhunderts, eine kurze Biographie des Goden Snorri, die erwähnt, dass Eyjólfr nach Snorris Rückkehr aus Norwegen Gísli erschlug.
Die vielen Stegreifstrophen (altisländisch lausavísur, lose Strophen), die der Autor Gísli in den Mund legt, hält Jan de Vries für älter als die Sagafassung. Sie stammen wohl nicht von Gísli, erwecken nach Versmaß, Stil und Inhalt aber den Eindruck der Echtheit. Entsprechend ihrer dichterischen Form gehören diese skaldischen Strophen in das 12. Jahrhundert; die Strophen 11 und 40 zeigen eddischen Einfluss (vgl. Sigurðr- und Guðrúnlieder).
Für seine Saga wertete der Autor unterschiedliche Quellen aus. In erster Linie griff er auf mündliche Überlieferungen (altisländisch frásagnir, Bericht, Erzählung, Kunde, Nachricht, Auskunft) zurück, denen er die zentralen Motive der Gísla saga entlehnte. Die Ur-Gísla saga soll der Orms saga Barreyjarsskálds vergleichbar sein, die der Priester Ingimundr auf der berühmten Hochzeit von Reykjahólar im Jahre 1119 vorgetragen hat. Jan de Vries vermutet in diesem Zusammenhang eine nicht bekannte Sigurðar saga, einen mit Strophen vermischten Prosatext.
Die der Saga zugrundeliegenden historischen Ereignisse fand der Autor in der Landnámabók, die im 25. Kapitel davon berichtet, dass Ingjaldr es sich um Gíslis Willen auf der Insel Hergilsey mit Börkr digri verdarb. Andere Szenen der Gísla saga entnahm der Autor aus ihm bekannten Sagas:
- die níð-Episode aus dem Konflikt mit Hólmgöngu-Skeggi stammt aus der Bjarnar saga Hítdœlakappa,
- die Geschichte von den zusammengebundenen Kuhschwänzen erzählt auch der Verfasser der Droplaugarsona saga und
- die Eyrbyggja saga erwähnt unabhängig von der Gísla saga die Tötung Vésteinns und Þorgríms, die Vermählung der Þórdís mit Börkr sowie ihren missglückten Versuch, ihren Bruder an Eyjólfr zu rächen.

## Stilistische Mittel
Die Gísla saga schildert, wie andere Isländersagas auch, keine historischen Ereignisse, wenn sie sich auch gelegentlich auf solche bezieht. Sie ist ein literarisches Werk, am ehesten noch vergleichbar der modernen Novelle oder dem Roman. Der Autor der Saga war weder Historiker noch Wissenschaftler, er war Schriftsteller und Künstler. Der elaborierte Erzählstil, die sorgfältig komponierten Dialoge und der strukturierte Aufbau des Plots sprechen eine deutliche Sprache.
In seiner Saga verwendet der Autor den unpersönlichen Stil der auktorialen Erzählsituation. Aus ihm mündlich vorliegenden Episoden, schriftlich verfassten anderen zeitgenössischen Sagas und seiner kreativen Energie und Fantasie schrieb er eine Saga ganz im Stil eddischer Heldenepik. Sein Text zeichnet sich durch Wirklichkeitsnähe und lebendige, nachvollziehbare Realitätsschilderungen aus. Die Sätze sind einfach gebildet, ganz der natürlichen Sprache folgend. Abgesehen vom tragischen Schicksal Gíslis und den an seinem Verhalten und seiner Person exemplarisch thematisierten heroischen Tugenden fehlt dichterische Erhöhung und Überzeichnung der Charaktere. Die Dialoge sind nüchtern, sachlich und ohne Übertreibung oder Schönfärberei. Die Saga ist geradlinig erzählt und nicht überladen, die Einleitung ganz konsequent und unmittelbar auf die zentralen Ereignisse in Island bezogen, diese präfigurierend, der Ausklang auf ein Mindestmaß an Information beschränkt, ohne dabei die Stimmung zu unterbrechen und vom eigentlich Wesentlichen abzulenken.
In der einheitlich komponierten Handlung, in der die Einzelszenen anschaulich ineinander greifen, beweist der Autor eine Vorliebe für die Gegenüberstellung paralleler Episoden, die er dem Prinzip der Dreizahl entsprechend ordnet. Dieser gegensätzlichen, steigernden Wiederholung des Gleichen und Ähnlichen verdankt die Gísla saga Spannungsbogen, Dramatik und Höhepunkt ihres Plots. Auch in der Verwendung dieses dichterischen Mittels beweist die Gísla saga Einfluss und Material aus mündlicher Überlieferung.

## Synopsis
Die Saga erzählt im ersten Teil vom Schicksal der Familie des Großvaters von Gísli, Þorkell skerauki, einem Hersen aus Súrnadalr in Westnorwegen. Þorkell ist mit Ísgerðr verheiratet und hat mit ihr drei Söhne: Ari, Gísli und Þorbjörn, die alle drei zu Hause wohnen. Der älteste Sohn Ari ist mit Ingibjörg verheiratet, die nach ihrer Heirat ins Haus von Þorkell skerauki zog. Der vagabundierende Berserker Björn, der jeden zum Zweikampf zwingt, fordert auch Ari, und erschlägt ihn. Ingibjörgs Knecht Kolr besitzt das magische Schwert Grásíða, das jedem, der es führt, den Sieg schenkt. Ingibjörg, die Aris Bruder Gísli lieber mochte als ihren eigenen Mann, fordert diesen zur Rache auf und verschafft ihm das Schwert Grásíða, mit dem Gísli den Berserker erschlägt. Da er das Schwert aber nicht an seinen Besitzer zurückgeben will, kommt es zum Kampf zwischen Gísli und Kolr, die dabei beide sterben. Der jüngste Bruder, Þorbjörn, übernimmt daraufhin den väterlichen Hof, heiratet und hat vier Kinder: Þórdís, Þorkell, Gísli und Ari.
Ein Nachbar der Familie, Bárðr, verführt Þórdís, die aber Kolbjörn versprochen ist. Þórdís' Vater, Þorbjörn, ist gegen eine Verbindung seiner Tochter mit Bárðr und bespricht dies mit seinem Sohn Gísli, der, gegen den Willen seines Bruders Þorkell, Bárðr erschlägt. Þorkell verbündet sich mit Hólmgengu-Skeggi, dem er die Werbung um seine Schwester Þórdís nahelegt, woraufhin Skeggi seinen Rivalen Kolbjörn zum Zweikampf fordert. Kolbjörn weicht diesem Kampf feige aus, sodass es wieder Gísli ist, der die Familienehre verteidigt, und im Zweikampf Skeggi schwer verletzt. Um sich zu rächen, brennen Skeggis Söhne das Haus von Þorbjörns Familie nieder, deren Mitglieder nur deshalb überleben, weil sie das Feuer mit Molke (altisländ. súrr) bekämpfen. Dieses Ereignis führt zu Þorbjörns Beinamen: Þorbjörn Súr. Nach diesem Anschlag verlässt Þorbjörn Súr mit seiner Familie Norwegen und wandert nach Island aus. Ari, der bei einem Verwandten der Familie lebt, bleibt in Norwegen zurück.
In Westisland siedelt Þorbjörn Súr mit seiner Familie in den Haukdœlir am Dýrafjörður. Dort gründen sie den Hof Sæból. Nach dem Tod ihrer Eltern heiratet Þorkell die Tochter Þorbjörns, Ásgerðr, und Gísli heiratet Auðr, die Schwester Vésteinns. Þórdís verheiraten die Brüder mit Þorgrímr, Þorsteinn þorskabíts Sohn. Þorgrímr wohnt mit seiner Frau auf Sæból, während Þorkell und Gísli den benachbarten Hof Hóll beziehen.
Gestr Oddleifsson, der eine ähnliche Rolle in der Laxdœla saga spielt, prophezeit den Bewohnern der Haukdœlir, dass ihre guten Beziehungen keine drei Jahre dauern werden. Gísli schlägt daraufhin Blutsbrüderschaft vor, um die gegenseitigen Beziehungen zu festigen. Während der Zeremonie weist Þorgrímr Gíslis Schwager Vésteinn zurück, und Gíslis vorausschauender Plan scheitert.
Eines Tages belauscht Þorkell ein Gespräch zwischen Auðr und Ásgerðr, die sich darüber unterhalten, dass Ásgerðr sich zu Vésteinn, Auðrs Bruder, hingezogen fühlt. Þorkell, eifersüchtig auf Vésteinn, nimmt dies zum Anlass, sich von Gísli zu trennen, fordert von ihm aber die Hälfte des gemeinsamen Besitzes und zieht nach Sæból, zu seinem Schwager Þorgrímr.
Gísli bereitet ein Fest vor, bei dem sich Auðr die Anwesenheit ihres Bruders Vésteinn wünscht; Gísli selbst hofft, dass dieser wegen der heraufziehenden Bedrohung durch Þorkells Eifersucht fernbleibt. Þorgrímr ist es inzwischen gelungen, die Teile des zerbrochenen Schwerts Grásíða, das ihm als Mitgift zugefallen ist, zu einem Speer zu schmieden. In der Zwischenzeit ist Vésteinn in Island gelandet. Gísli schickt ihm eine Warnung, doch Vésteinn schlägt die dreifache Warnung – sieh dich vor (vertu varr um þik) – in den Wind, und kommt nach Hóll. Er beschenkt Gísli mit einem Wandteppich, den dieser mit Þorkell teilen will, um ihn zu besänftigen, der die Annahme aber verweigert. In zwei aufeinanderfolgenden Nächten quälen Gísli Albträume. In der dritten Nacht, während eines gewaltigen Sturms, wird Vésteinn auf Hóll mit dem Speer Grásíða getötet, den der Mörder in seiner Brust stecken lässt.
Gísli und seine Leute beerdigen Vésteinn unterhalb von Sæból. Þorgrímr und Þorkell kommen hinzu, und Þorgrímr bindet, auf provokante Weise, aber nach altem Brauch, Vésteinn die Totenschuhe. Anschließend unterhalten sich die drei darüber, dass es wohl nie bekannt werden wird, wer Vésteinn erschlagen hat. Auf dem Heimweg versöhnt sich Gísli mit Þorkell.
Um ein Fest auszurichten, bittet Þorgrímr, ein weiterer Beleg für seine Arroganz, um den Wandteppich, den Vésteinn vor seinem Tod Gísli schenkte. Þorgrímrs provozierendes Verhalten öffnet dem ohnehin schwelenden Konflikt eine Dimension, sodass Gísli keine Alternative zur Rache bleibt. Þorgrímr schickt einen Jungen nach Hóll, um den Teppich abzuholen. Gísli veranlasst den Jungen, bei seiner Rückkehr Sæból über Nacht unverschlossen zu lassen. Gísli gewinnt so unbeobachtet Zutritt zu Þorgrímrs Haus und verübt Rache an Þorgrímr, ebenfalls mit dem Speer Grásíða. Für Þorgrímr wird ein Schiffsbegräbnis ausgerichtet, das Gísli, in Erinnerung an Vésteinns Totenschuhe, mit einem gewaltigen Stein beschwert. Þorkell hält sich zurück und bewahrt vorläufig den Frieden.
Gíslis Schwester Þórdís heiratet Þorgríms Bruder Börkr digri, der seinerseits den Zauberer Þorgrímr nef anstellt, damit dieser durch magische Sprüche den Mörder seines Bruders entlarvt. Sich unbeobachtet glaubend und veranlasst durch den magischen Spruch von Þorgrímr nef, komponiert Gísli in seinem Triumph eine skaldische Strophe, in der er den Totschlag an Þorgrímr gesteht. Heimlich wird Þórdís Zeugin des Geständnisses ihres Bruders.
Börkr digri tritt von jetzt an als neuer Gegenspieler Gíslis auf. Seine Verwandtschaft mit Þorgrímr und eine Rachesequenz zwischen Gefolgsleuten von Gísli und Börkr heizt den Konflikt zwischen den Schwägern weiter auf. Þórdís, Gíslis Schwester, gerät wegen ihrer affinalen Verwandtschaft zwischen die Fronten, und hat schließlich keine andere Wahl mehr, als ihren Bruder zu verraten. Im Verlauf mehrerer Totschläge unter den Gefolgsleuten offenbart Þórdís ihrem Mann Gíslis Geständnis. Þorkell warnt seinen Bruder, dass sein Geheimnis verraten sei. Darauf bittet Gísli ihn um Unterstützung, die Þorkell ihm aber verweigert. In der Zwischenzeit hat Börkr ein Aufgebot zusammengestellt, um Gísli vor das Thing zu laden; Þorkell warnt ihn erneut, und berichtet ihm von Börks Plänen. Gísli fragt seinen Bruder zum zweiten Mal, welche Hilfe er ihm gewähren werde, und wird zum zweiten Mal zurückgewiesen. Gísli schickt Vertreter zum Thing, die dort in seinem Namen einen Vergleich unterbreiten sollen. Das Vorhaben scheitert, und Gísli wird geächtet. Durch die anhaltende Verfluchung Þorgrímr nefs gelingt es ihm nicht, irgendwo Asyl zu finden.
Die Erfüllung von Gíslis Schicksal nimmt ihren Lauf. Der Rest ist schnell erzählt: Börkr digri beauftragt Eyjólfr inn grái mit Gíslis Festnahme. Eyjólfr schickt seinen Gefolgsmann Njósnar-Helgi aus, den Aufenthaltsort von Gísli auszukundschaften; Eyjólfrs Suche ist aber letztlich nicht von Erfolg gekrönt.
In Gíslis Träumen erscheinen ihm von nun an zwei Frauen – die eine ist ihm freundlich gesinnt, die andere will ihm schaden. Die freundliche Traumfrau zeigt ihm sieben Feuer, die seine Lebenszeit repräsentieren. Einige der Feuer sind bereits niedergebrannt, andere brennen noch hell und leuchtend. Außerdem rät ihm die Traumfrau, sich vom Glauben seiner Väter abzuwenden, und weist ihn auf christliche Werte hin.
Njósnar-Helgi bricht erneut auf, findet Gíslis Spur, doch Eyjólfr scheitert auch dieses Mal, den Flüchtling zu stellen. Sein Versuch, Gíslis Frau, Auðr, zu bestechen, misslingt ihm ebenfalls. In dieser Situation wendet sich Gísli erneut an seinen Bruder um Hilfe, der sie ihm ein drittes Mal verweigert. Zum vierten und letzten Mal bittet er seinen Bruder um Hilfe, der ihm diesmal ein Boot gibt. Beim Abschied prophezeit ihm Gísli, er werde noch vor ihm erschlagen, und sagt vorwurfsvoll: „Aber das kannst du glauben, ich hätte nicht so an dir gehandelt.“ Die nächsten drei Jahre hält sich Gísli bei seinem Verwandten Ingjaldr auf Hergilsey auf, fällt aber durch seine kunstvollen Handwerksarbeiten auf, die niemand Ingjaldr zutraut.
Erneut wird Njósnar-Helgi ausgeschickt, der Gíslis Aufenthalt auf Hergilsey auskundschaftet und Börkr informiert. Dieser versammelt eine Mannschaft, trifft aber Ingjaldr und Gísli auf Hergilsey nicht an, da sie zum Fischen unterwegs sind. Gísli entkommt seinen Verfolgern erneut durch die List, mit einem Knecht seine Kleider zu tauschen.
Vésteinns Söhne, Helgi und Bergr, erschlagen Þorkell bei seiner Ankunft auf dem Þorskafjarðar-Thing mit dessen eigenem Schwert, aus Rache für den Tod ihres Vaters, an dem Þorkell Súrsson beteiligt war.
Weitere beunruhigende Träume quälen Gísli.
Wieder wird Njósnar-Helgi ausgesandt. Er spürt Gísli zwar auf, Eyjólfr inn grái bleibt aber zum vierten Mal erfolglos. Auch Eyjólfrs zweiter Versuch, Auðr zu bestechen, damit sie ihm Gíslis Versteck verrät, bleibt ohne Erfolg: Auðr schlägt ihm stattdessen das Gesicht mit dem Beutel Silber blutig, den er ihr als Preis für ihren Verrat anbietet, und Eyjólfr muss beschämt von dannen ziehen.
In Gíslis Träumen hat inzwischen die übelwollende Traumfrau die Oberhand gewonnen. Er kann immer schlechter schlafen und beginnt sich vor der Dunkelheit zu fürchten. Als Eyjólfr ihn schließlich doch aufspürt, lebt Gísli schon den ganzen Sommer über zu Hause bei Auðr und deren Ziehtochter Guðríðr. Um seinen Feinden zu entkommen, steigen Gísli und die beiden Frauen auf eine Klippe, wo sie sich besser verteidigen können. Gísli wehrt sich „wild und mannhaft“, so heißt es in der Saga. Schon beim ersten Angriff tötet er Helgi, und Auðr stößt Eyjólfr von der Klippe. Im Verlauf der Auseinandersetzung erschlägt Gísli nach und nach die meisten der Angreifer. Selbst schwer verletzt, bittet er um eine Pause, spricht seine letzte skaldische Strophe, erschlägt noch Þórðr, einen von Eyjólfrs Verwandten, und bricht sterbend über dem gerade Erschlagenen zusammen.
Eyjólfr kehrt mit den Neuigkeiten von Gíslis Tod zu seinem Auftraggeber Börkr zurück. Þórdís versucht, Eyjólfr mit Gíslis Schwert, das neben diesem auf dem Boden liegt, zu durchbohren, doch unerfahren im Umgang mit Waffen, schlagen Stich und Bruderrache fehl, denn sie trifft nur Eyjólfrs Oberschenkel. Þórdís trennt sich von Börkr und siedelt nach Þórdísarstöðum auf Eyri über; Börkr bleibt auf Helgafell wohnen, bis ihn der Gode Snorri von dort vertreibt, wie in der Eyrbyggja saga berichtet wird.

## Kommentar
Die Gísla saga ist, wie die Laxdœla saga, nach dem Modell der heroischen Epik gestaltet. Auch auf den Verfasser der Gísla saga hat die eddische Sigurðrdichtung inspirierend gewirkt. Das Streitgespräch (altisländisch senna, mit jemandem zanken, streiten, einen Wortwechsel haben) zwischen den Schwägerinnen Auðr und Asgerðr im Frauengemach erinnert an den Konflikt um sozialen Vorrang zwischen Guðrún und Brynhildr. Wie die Motive und Texte des Nibelungenstoffes, sind auch Plot und Protagonisten der Gísla saga – Þorkell, Ásgerðr und Vésteinn – nach dem klassischen Dreiecksverhältnis des Sigurðr-Brynhildr-Motivs arrangiert, in dessen Dynamik sich Gísli verstrickt.
Die Charaktere der Gísla saga sind psychologisch differenziert gezeichnet, und von einem inneren Zwiespalt getrieben. Ihr Handeln und Verhalten, ihre Persönlichkeit, repräsentieren charakteristische germanisch-heroische Tugenden: Aufrichtigkeit, Ehre, Pflichtgefühl, Loyalität, Mut, Tapferkeit. Der Autor hat Gíslis Charakter stark überzeichnet, ihn so zu einer Ausnahme-Persönlichkeit stilisiert, an dem er heroische Werte exemplifiziert, und neben dem andere Männer nicht bestehen können. Auch dies ist ein Grund für das Schicksal Gíslis: Die ihm verwandten Männer können sozial und personal nur bestehen, wenn Gísli aus dem sozialen Kontext herausfällt. Es ist aber gerade die Ächtung, die dazu beiträgt, das Gísli seine Persönlichkeit noch deutlicher ausprägen kann.
Das zentrale Thema der Gísla saga ist das der Ächtung, des Ausschlusses eines Mitglieds aus seiner Gemeinschaft und die psychischen Auswirkungen dieser sozialen Isolierung auf sein Handeln, sein Denken und Fühlen und sein Verhalten. Die Acht, die Verbannung, ist ein Zustand der Recht- und Friedlosigkeit, der den Geächteten aus dem Rechtsverband der Gemeinschaft ausschließt. Aufgrund einer Reihe tragischer Verwicklungen, Ehrverletzungen und sozialer Konfrontationen, die eine Serie von Totschlägen nach sich ziehen, verliert Gísli sein Recht auf persönliche Unversehrtheit und Unverletzlichkeit, und kann ohne Strafe für den Täter getötet werden. Gísli wird zum skógarmaðr (dt. Waldmann oder Waldgänger), zu jemandem, der in die volle Acht verbannt wird.
Ein anderes wichtiges Thema der Gísla saga ist die Hervorhebung des Schicksalhaften. In der Gísla saga erzeugt der germanische Schicksalsglaube die beherrschende Atmosphäre der Saga. Es ist ein Schicksal, das von vornherein festgelegt ist. Gleich von Beginn an weiß Gísli über sein Schicksal Bescheid, darin reicht sein Charakter an den germanischen Heldentopos. Sein heroisches Charisma speist sich aus seiner Standhaftigkeit, mit der er sich gegen sein Schicksal auflehnt. Ausführlich hat der Verfasser dieses Thema in den prophetischen Träumen der Saga ausgeführt, die Gíslis Biographie begleiten. Aber der Fatalismus, den die Saga hier definiert, ist ein aktiver, keiner, der sich in das Unabänderliche fügt. Gísli ist in jeder Situation bereit, es mit dem Schicksal aufzunehmen. Wissend versucht er, das drohende Unheil mit allen Mitteln abzuwenden. Erst als er körperlich und psychisch erschöpft ist, seine Widerstandskraft und Energie im letzten Kampf verbraucht sind, fügt er sich in sein unabwendbares Schicksal, dass durch die gescheiterte Blutsbrüderschaft und den Frauenzank ausgelöst wurde.
Das andauernde Leben in der Einsamkeit zermürbt Gísli schließlich, macht ihn depressiv und schwermütig. Zunehmend offenbart sich in dieser Situation seine große Sensibilität, die sich schon in seinen Skaldenstrophen äußerte, und die er, in seinen sozialen und familiären Verpflichtungen gefangen, hinter den von ihm vertretenen heroischen Tugenden verbirgt. Die anhaltenden, unheilverkündenden Träume ängstigen ihn schließlich zu sehr. Es sind nicht Eyjólfs Fähigkeiten, die zu Gíslis Tötung führen, ganz im Gegenteil, es ist Gísli selbst, der sich entscheidet, bewusst und willentlich in den Tod zu gehen. In dieser Haltung bleibt er bis zuletzt Meister seines Schicksals. Vielleicht äußert sich in dieser Haltung die eigentliche christliche Ethik der Gísla saga: die Lehre vom freien Willen und der menschlichen Selbstbestimmung, die der Autor geschickt mit dem vorchristlichen Schicksalsglauben verbunden hat.
Eigenartig für eine Isländersaga ist allerdings doch, dass ein Ausnahme-Held wie Gísli ungerächt bleibt. Es gibt aber auch keinen anderen Saga-Helden, der so unanfechtbar moralischer Sieger ist wie Gísli, der sich noch im Tod über seine Gegner, den feigen Eyjólfr und den in Schande geschiedenen Börkr, erhebt. Aus der Perspektive der Isländersaga gehört die Gísla saga zu den vollkommensten ihrer Art: Perfekt variiert sie die charakteristischen literarischen Mittel ihres Genres und avanciert so zum manieristischsten Vertreter einer ohnehin manieristischen Gattung (Theodore M. Andersson).